# トキヨアキイ
トキヨアキイは、日本の男性お笑いコンビ。所属はケイダッシュステージ。

## メンバー
- よし（本名：渡邊賀崇（わたなべ よしたか）、1989年3月31日 - ）（36歳）　
  - ツッコミ担当。立ち位置は向かって左。
  - 兵庫県明石市出身。明石西高校、神戸学院大学卒業。
  - 身長は174cm、体重は58kg、血液型はO型。
  - 趣味はツーリング、映画鑑賞、読書、犬触り、名言採集、スポーツ全般。
  - 特技はストレッチマッサージ、ひょうきん芸、サッカー、フラワーアレンジメント、子どもとすぐ仲良くなれる。
  - 資格普通自動車第一種免許、書道五段、普通自動二輪免許、剣道二級。
  - ものまねJAPANでは大迫勇也選手のものまねをしている。
  - 好きな食べ物はうどん・博多通りもん。
  - 2021年7月に一般女性と入籍。
- ササ（本名：佐々木一輝（ささき かずき）、1989年4月5日 - ）（36歳）　
  - ボケ担当。立ち位置は向かって右。
  - 新潟県新潟市出身。三条商業高校、国際ビューティモード専門学校卒業。
  - 身長は175cm、体重は61kg、血液型はA型。
  - 趣味はバスケットボール、映画鑑賞、パチスロ。
  - 特技は沖縄三線弾き語り、ヘアアレンジ、野球、人臭い当て、ロマンチック例えつっこみ、タロット占い。
  - 簿記2級、美容師免許、普通自動車免許、普通自動二輪免許、サービス接待検定3級。
  - 元美容師であり、今でも芸人仲間の散髪・整髪をすることがある[1]。
  - 好きな食べ物はポッポ焼き・凪のラーメン・芋羊羹。
  - 好きな飲み物はコーラ。
  - 3時のヒロイン・かなでから2回告白されているが2回とも断っている。ササ曰く2時間の間に17回告白されたとのこと好みの女性は篠田ゆう。

## 略歴・芸風
ワタナベコメディスクール14期の同期生で結成。
よしは大学時代の友人と一緒に上京して養成所に入学。その友人と「チョーベリーグッド」というコンビでプロデビューをしたが解散、1年間は「チョベリグよし」としてピンで活動。
ササは新潟で美容師をやっていたが、お笑いをやりたくて上京。養成所で「3K」というトリオを組みプロデビューしたがワタナベを1年間でクビになる。その後サンミュージックに1年間ほど所属して、2人がお笑い界から引退をし解散。
そこでよしと組むことになり、2015年2月15日トキヨアキイを結成。
初めはササがツッコミであったが、現在はよしがツッコミをしている。
ササがとにかく熱い感じのネタが多く、ササが随所に「あっち～な」というフレーズを使いながら展開していく。ネタ作りは2人で行い、ほぼ毎日打ち合わせをしている。
トキヨアキイというコンビ名の由来は2人の祖母の名前で、よしの祖母の名がトキヨさん、ササの祖母の名前がアキイさん。2人の共通点が、尊敬する人はおばあちゃんだったので、孫として名前を広げるのがおばあちゃん孝行になると考えてこのコンビ名に決まった。
2017年の年末にはよしがアモーレ橋本率いるサッカー日本代表のものまね軍団「ものまねJAPAN」に大迫勇也選手のものまねとして参加。2018年、2019年には紅白歌合戦にも出演している。
2017年7月23日にはトキヨアキイで単独ライブ「28歳～夏わしづかみ～」を開催する。
2018年11月24日からフジテレビ「ウケメン」のオーディションに参加しレギュラーとなる。

## 賞レース成績
- M-1グランプリ2015 1回戦敗退[8]
- M-1グランプリ2016 1回戦敗退[8]
- M-1グランプリ2017 2回戦進出[8]
- M-1グランプリ2018 2回戦進出[8]
- M-1グランプリ2019 2回戦進出[8]
- M-1グランプリ2020 2回戦進出[8]
- M-1グランプリ2021 3回戦進出[8]
- M-1グランプリ2022 1回戦敗退[8]
- M-1グランプリ2023 3回戦進出[8]
- M-1グランプリ2024 3回戦進出[8]

## 出演

### テレビ
- シーホースパワー（NHK総合）- 2016年7月2日 （よし）
- まきちゃんと○○。シーズン２（BSN新潟放送）- 2016年12月12日
- 新春シューイチ（日本テレビ）- 2017年1月1日
- 上坂すみれのヤバい○○（TOKYO MX・BS11）- 2017年4月29日、2017年5月6日
- 水曜日のダウンタウン（TBS） - 2017年6月28日（ササ）
- ピタットＴＶ（占いＴＶ） - 2017年10月31日
- THE城攻め２（日本テレビ）- 2017年11月18日
- とんねるずのみなさんのおかげでした（フジテレビ）- 2018年1月11日（よし）
- 真夜中のおバカ騒ぎ!（TOKYO MX・チバテレビ）- 2018年1月
- 第69回NHK紅白歌合戦（NHK）- 2018年12月31日（よし、ものまねJAPAN）
- 第70回NHK紅白歌合戦（NHK）- 2019年12月31日（よし、ものまねJAPAN）
- メレンゲの気持ち　(日本テレビ) - 2020年6月20日(ササ)
- ウケメン（フジテレビ）- 2018年11月24日 - 2020年9月26日 レギュラー出演[7]
- ぐるナイ　ゴチになります　(日本テレビ) - 2020年10月22日　(ササ)

### ラジオ
- bayfm「ON8+1」- 2019年10月1日（よし）
- 「K-PRO児島気奈のお笑い大図鑑」- 2021年2月（山形放送、西日本放送･四国放送、静岡放送）

### ライブ
- 単独ライブ「28歳～夏わしづかみ～」- 2017年7月23日 [6]

### その他
- “G-1グランプリ上野”　優勝 - 2016